# フランス国鉄Z5600形電車
フランス国鉄Z5600形電車（フランスこくてつZ5600がたでんしゃ）は、フランスの国有鉄道であるフランス国鉄（SNCF）が所有する電車。多客輸送に適した2階建て車両「Z 2N」のうち最初に製造された形式で、イル＝ド＝フランス地域圏の通勤・近郊列車向けに導入された。

## 概要

### 開発までの経緯
1979年から順次開通した左岸支線（Transversale Rive Gauche、TRG）（現：RER C線）を始めとしたRERの各系統では、今後の利用客の増加に対する輸送力の増強が課題となっていた。それまでこれらの路線に導入されていたのは1階建て車両であったが、これらの車両の編成長を増やす事による輸送力増強は各駅のプラットホームの延伸を始めとした多額の投資が必要となる事から、1両あたりの輸送力を増やす事が可能な2階建て車両の導入が決定した。既にパリの中心部と郊外地区を結ぶ系統（トランシリアン）には、電気機関車と編成を組む2階建て客車が使用されていたが、特殊な構造だったため連結可能な電気機関車が限られていた事や加速性能に難があったため、これらの路線には電車を導入する方針となった。
当初検討されていたのは「Z-TRG」と呼ばれる、動力を搭載した1階建ての先頭車（電動制御車）と2階建ての中間車（付随車）であったが、十分な輸送力が確保できず美観上の問題もあったため、先頭車についても2階建て車両とする方針が定められた。そしてフランス国鉄と複数企業の協議の末、技術的に可能である事が示されたため、1980年にフランス国鉄とANFインダストリー（現：アルストム）、産業輸送機器会社（Compagnie industrielle de matériel de transport、CIMT）（現：アルストム）、トラクションCEM-エリコン（Traction CEM-Oerlikon、TCO）との間に製造契約が結ばれた。これを基に製造が実施されたのが「Z 2N」と呼ばれる一連の2階建て電車の最初の形式となるZ5600形である。

### 構造
前述のように、Z5600形は2階建ての先頭車（電動制御車、ZBe）と2階建ての中間車（付随車、ZRBe、ZRABe）で構成されており、製造当初2階建て中間車は全室が2 + 3人掛けのクロスシートとなっている2等車（ZRBe）と、一部座席が2 + 2人掛けの1等座席となっている1等・2等合造車（ZRABe）が存在した。この2階建て構造により、従来の1階建て電車と比較して輸送力や着席定員の増加が実現している。
先頭の電動制御車には制御装置や補助電源装置と言った電気機器が搭載されているが、客室の空間を確保するためZ5600形は運転台の後方の車内にこれらの機器を設置する空間を設けている。また、変圧器にはシリコンが用いられている他、主電動機の強制換気に用いられる空気は電気機器ユニットの換気空気を再利用しており、従来の車両のようなダクトが不要になっている。更に電気機器のレイアウト自体も、配線の削減を目的に従来の車両からの見直しが行われている。

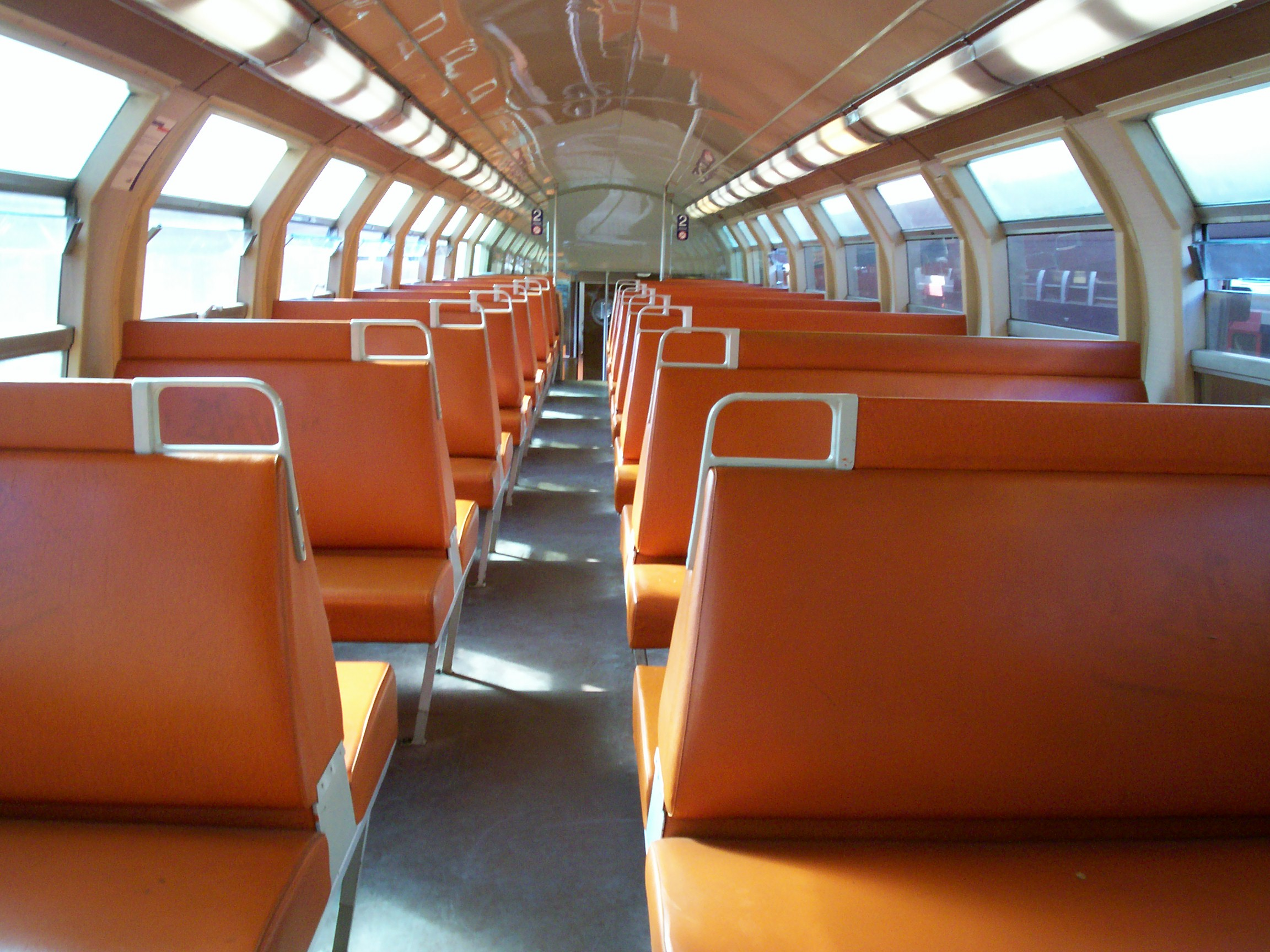
車内（2階部分）

## 運用
Z5600形は先に付随車の製造が1982年から始まり、当初は両端に電気機関車（BB8500形）を挟んだ暫定的なプッシュプル編成で営業運転が実施された。一方の電動制御車については1983年から試作車による各種試験や建築限界の測定などが実施された後、1984年から1985年にかけて量産が行われ、中間車と組み合わせた本格的な運用が開始された。
当初は4両編成を基本としていたが、1990年代に一部の編成について2階建て電車のZ20500形から編入された同型の2階建て付随車を増結する事で6両編成になった他、2000年代初頭にも旧型電車の置き換えに伴う輸送力確保のため2階建て客車（VB2N）から編入した中間車両を増結する形で6両編成が増加している。
その後、2009年から2016年にかけては塗装変更を含めた大規模なリニューアル工事が施工され、塗装の変更に加え座席の交換、情報案内装置の設置、折り畳み座席の撤去、1等座席の2等座席化といった工事が行われている。

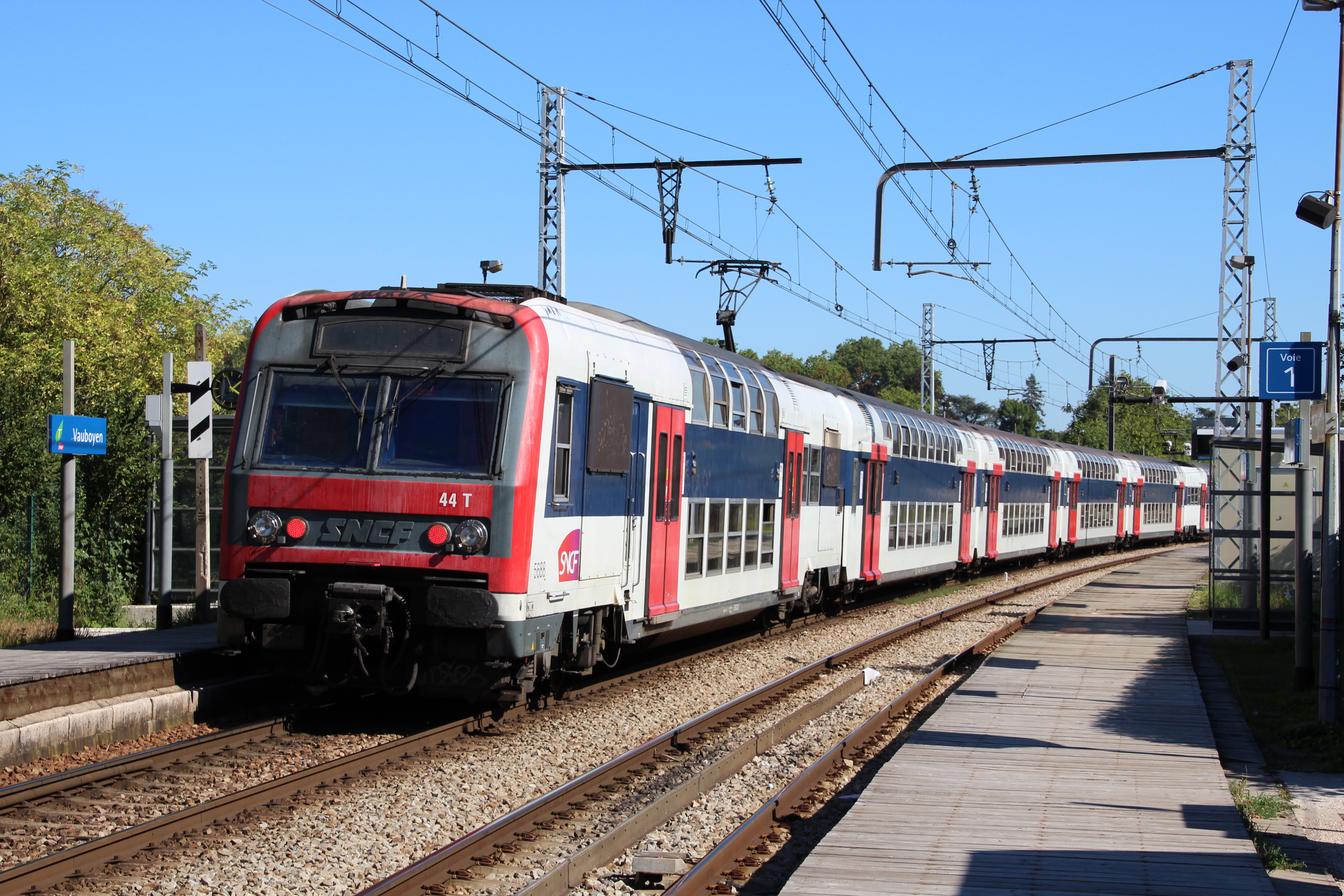
登場時の塗装（2013年撮影）
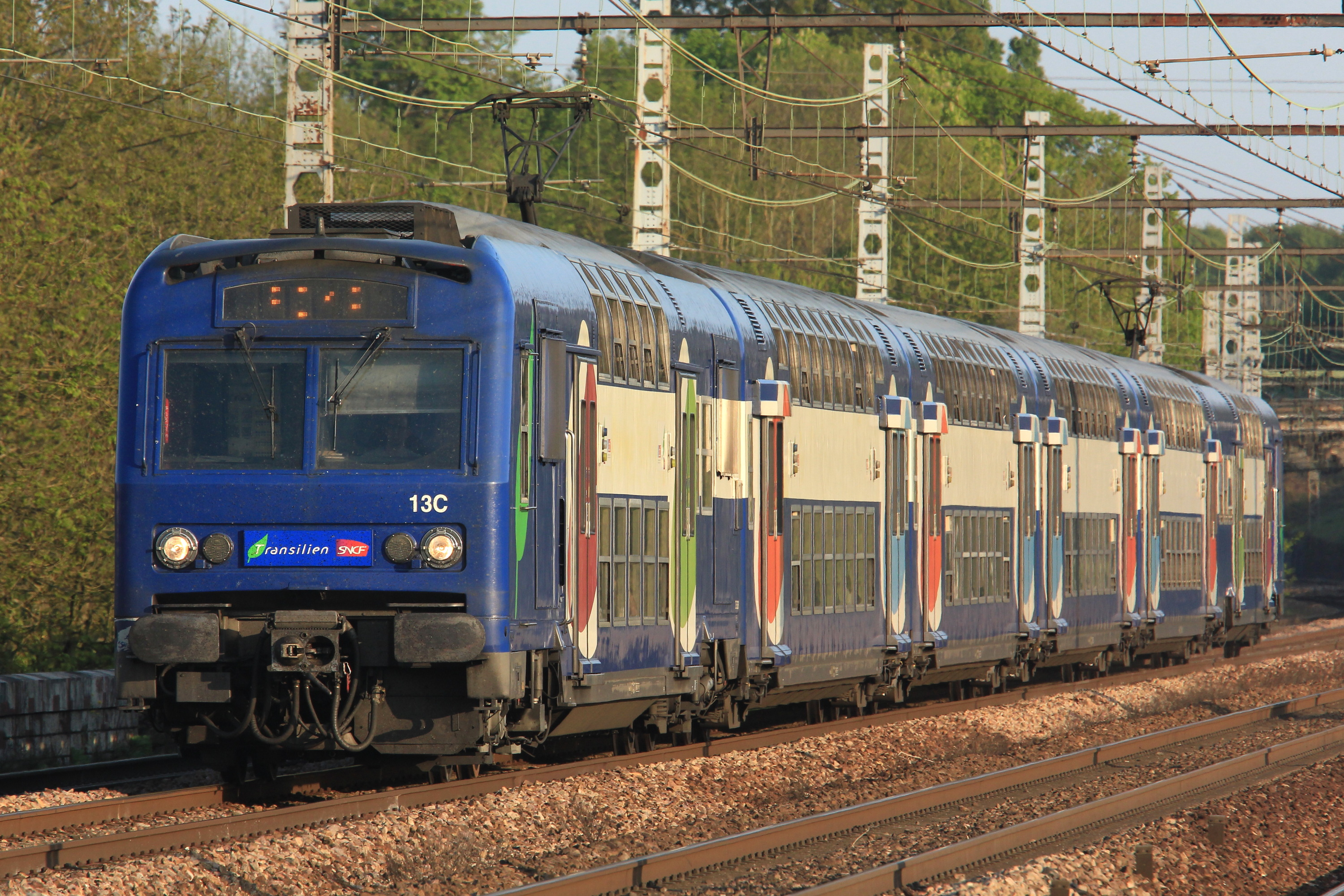
更新後の塗装（「トランシリアン」）（2017年撮影）
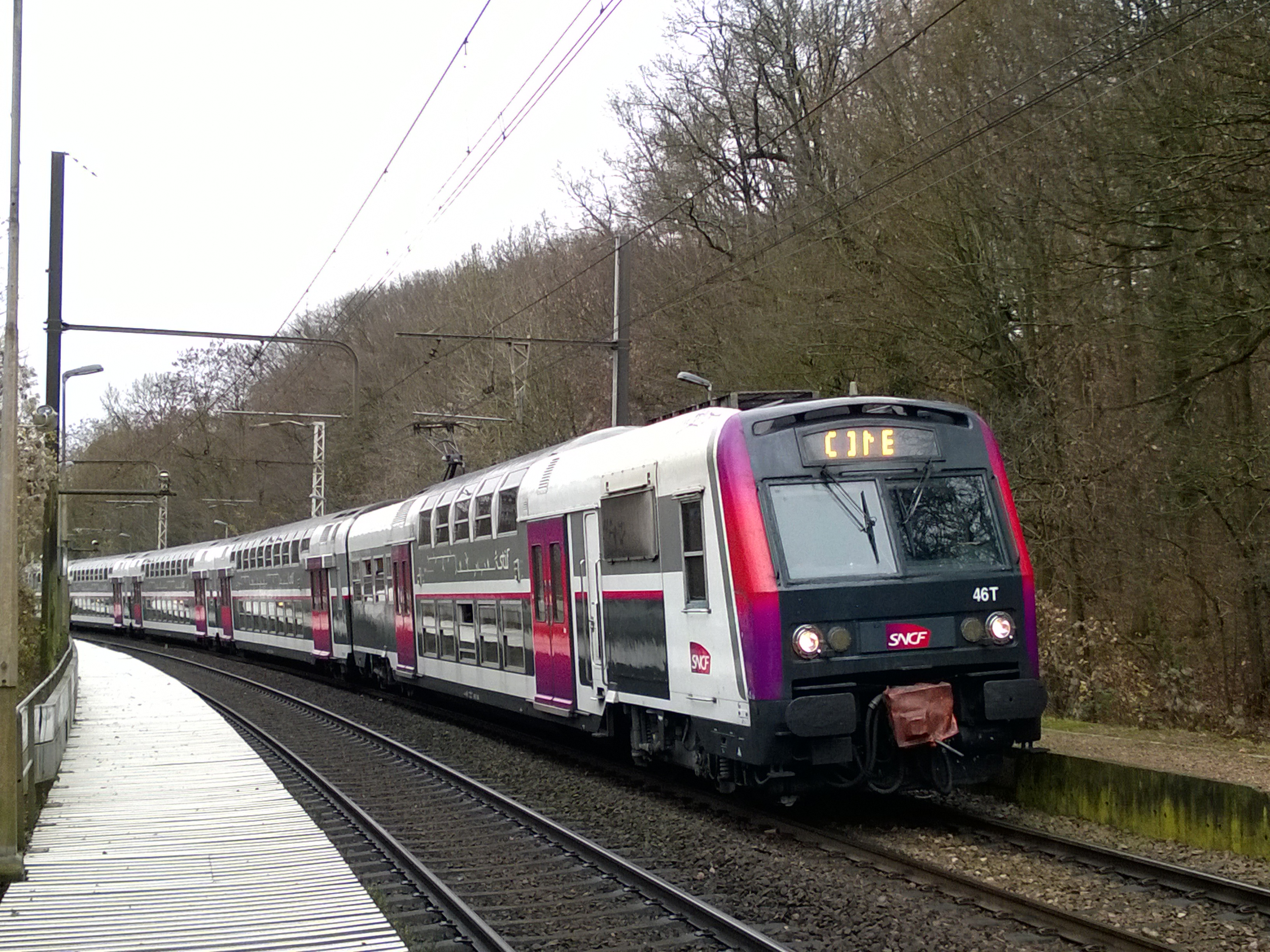
更新後の塗装（「カーミリオン」）（2018年撮影）

## 引退、今後の予定
Z5600形が導入された各系統（RER、トランシリアンなど）のうち、RER D線については後継車両（レギオ2N）の導入に伴い2020年に営業運転を終了した。また、RER C線についても2025年以降、後継となる新型車両の導入に伴うZ20500形の他路線からの転属により全編成ともに置き換えられる事になっている。

## 参考資料
- 関崇博 (1991-10-01). “SNCF 2階車ものがたり その2”. 鉄道ファン (交友社) 31 (10):  82-90.
- Thomas Estler (2024). Loks der französischen Staatsbahn SNCF: seit 1938. Transpress Verlag. ISBN 978-3-613-31353-8